# Campionati italiani di sci alpino 1996
I Campionati italiani di sci alpino 1996 si svolsero a Ponte di Legno/Passo del Tonale dal 25 al 30 marzo. Il programma includeva gare di discesa libera, supergigante, slalom gigante, slalom speciale e combinata, sia maschili sia femminili, ma la combinata maschile fu annullata.
Trattandosi di competizioni valide anche ai fini del punteggio FIS, vi parteciparono anche sciatori di altre federazioni, senza che questo consentisse loro di concorrere al titolo nazionale italiano.

## Risultati

### Uomini

#### Discesa libera
| Pos. | Atleta              | Nazione | Tempo   |
| ---- | ------------------- | ------- | ------- |
| 1    | Luca Cattaneo       | Italia  | 1:43,90 |
| 2    | Peter Runggaldier   | Italia  | 1:44,01 |
| 3    | Kristian Ghedina    | Italia  | 1:44,07 |
| 4    | Oswald Schranzhofer | Italia  | 1:44,39 |
| 4    | Pietro Vitalini     | Italia  | 1:44,39 |
| 6    | Alessandro Fattori  | Italia  | 1:44,46 |
| 7    | Werner Perathoner   | Italia  | 1:44,85 |
| 8    | Lorenzo Galli       | Italia  | 1:45,07 |
| 9    | Maurizio Feller     | Italia  | 1:45,32 |
| 10   | Ulrich Perathoner   | Italia  | 1:45,33 |

Data: 27 marzo

#### Supergigante
| Pos. | Atleta             | Nazione | Tempo   |
| ---- | ------------------ | ------- | ------- |
| 1    | Werner Perathoner  | Italia  | 1:20,93 |
| 2    | Peter Runggaldier  | Italia  | 1:21,10 |
| 3    | Alessandro Fattori | Italia  | 1:21,35 |
| 4    | Luca Cattaneo      | Italia  | 1:21,37 |
| 5    | Kristian Ghedina   | Italia  | 1:21,54 |
| 6    | Pietro Vitalini    | Italia  | 1:21,61 |
| 7    | Giovanni Feltrin   | Italia  | 1:21,66 |
| 8    | Patrick Holzer     | Italia  | 1:21,67 |
| 9    | Erik Seletto       | Italia  | 1:21,73 |
| 10   | Matteo Nana        | Italia  | 1:21,96 |

Data: 28 marzo

#### Slalom gigante
| Pos. | Atleta               | Nazione | Tempo   |
| ---- | -------------------- | ------- | ------- |
| 1    | Gianluca Grigoletto  | Italia  | 1:56,16 |
| 2    | Gerhard Königsrainer | Italia  | 1:56,84 |
| 3    | Matteo Belfrond      | Italia  | 1:57,35 |
| 4    | Thomas Bergamelli    | Italia  | 1:57,37 |
| 5    | Ivan Bormolini       | Italia  | 1:57,41 |
| 6    | Luca Pesando         | Italia  | 1:57,64 |
| 7    | Alessandro Fattori   | Italia  | 1:57,75 |
| 8    | Riccardo Rolando     | Italia  | 1:57,90 |
| 9    | Helmuth Putzer       | Italia  | 1:57,92 |
| 10   | Massimo Zucchelli    | Italia  | 1:58,05 |

Data: 29 marzo

#### Slalom speciale
| Pos. | Atleta                 | Nazione | Tempo   |
| ---- | ---------------------- | ------- | ------- |
| 1    | Konrad Kurt Ladstätter | Italia  | 1:31,97 |
| 2    | Gianluca Grigoletto    | Italia  | 1:32,04 |
| 3    | Fabrizio Tescari       | Italia  | 1:32,09 |
| 4    | Christian Polig        | Italia  | 1:32,26 |
| 5    | Roger Pramotton        | Italia  | 1:32,44 |
| 6    | Markus Kirchner        | Austria | 1:32,52 |
| 7    | Thomas Bergamelli      | Italia  | 1:32,82 |
| 8    | Simone Vicquery        | Italia  | 1:32,95 |
| 9    | Giancarlo Bergamelli   | Italia  | 1:33,03 |
| 10   | Matteo Nana            | Italia  | 1:33,09 |

Data: 30 marzo

#### Combinata
La gara è stata annullata.

### Donne

#### Discesa libera
| Pos. | Atleta              | Nazione | Tempo   |
| ---- | ------------------- | ------- | ------- |
| 1    | Elena Bresciani     | Italia  | 1:19,28 |
| 1    | Isolde Kostner      | Italia  | 1:19,28 |
| 3    | Bibiana Perez       | Italia  | 1:19,42 |
| 4    | Sovrana Welf        | Italia  | 1:19,17 |
| 5    | Marianna Salchinger | Austria | 1:20,23 |
| 6    | Morena Gallizio     | Italia  | 1:20,29 |
| 7    | Patrizia Bassis     | Italia  | 1:20,37 |
| 8    | Veronica Ambrogione | Italia  | 1:20,39 |
| 9    | Marta Antonioli     | Italia  | 1:20,75 |
| 10   | Ylvie Runggaldier   | Italia  | 1:20,90 |

Data: 30 marzo

#### Supergigante
| Pos. | Atleta              | Nazione | Tempo   |
| ---- | ------------------- | ------- | ------- |
| 1    | Isolde Kostner      | Italia  | 1:26,65 |
| 2    | Morena Gallizio     | Italia  | 1:28,01 |
| 3    | Marion Berger       | Italia  | 1:28,45 |
| 4    | Veronica Ambrogione | Italia  | 1:28,58 |
| 5    | Chiara Gronda       | Italia  | 1:28,69 |
| 6    | Marta Antonioli     | Italia  | 1:28,86 |
| 7    | Ylvie Runggaldier   | Italia  | 1:28,95 |
| 8    | Karen Putzer        | Italia  | 1:29,02 |
| 9    | Elisabeth Poli      | Italia  | 1:29,46 |
| 10   | Petra Kritzinger    | Italia  | 1:29,53 |

Data: 30 marzo

#### Slalom gigante
| Pos. | Atleta            | Nazione | Tempo   |
| ---- | ----------------- | ------- | ------- |
| 1    | Isolde Kostner    | Italia  | 1:57,85 |
| 2    | Lara Magoni       | Italia  | 1:58,75 |
| 3    | Sabina Panzanini  | Italia  | 1:59,30 |
| 4    | Tanja Schneider   | Austria | 1:59,81 |
| 5    | Eveline Rohregger | Austria | 2:00,52 |
| 6    | Stefanie Schuster | Austria | 2:00,85 |
| 7    | Morena Gallizio   | Italia  | 2:01,36 |
| 8    | Patrizia Bassis   | Italia  | 2:01,41 |
| 9    | Manuela Mair      | Italia  | 2:01,65 |
| 10   | Bibiana Perez     | Italia  | 2:01,81 |

Data: 25 marzo

#### Slalom speciale
| Pos. | Atleta            | Nazione | Tempo   |
| ---- | ----------------- | ------- | ------- |
| 1    | Edith Rozsa       | Canada  | 1:24,43 |
| 2    | Antje Braito      | Italia  | 1:26,33 |
| 3    | Annalisa Ceresa   | Italia  | 1:26,49 |
| 4    | Roberta Serra     | Italia  | 1:26,66 |
| 5    | Stefanie Schuster | Austria | 1:26,72 |
| 6    | Elena Bresciani   | Italia  | 1:27,81 |
| 7    | Nadine Amann      | Austria | 1:28,26 |
| 8    | Ylvie Runggaldier | Italia  | 1:28,93 |
| 9    | Heidi Eisath      | Italia  | 1:29,16 |
| 10   | Sovrana Welf      | Italia  | 1:29,33 |

Data: 26 marzo

#### Combinata
| Pos. | Atleta          | Nazione |
| ---- | --------------- | ------- |
| 1    | Antje Braito    | Italia  |
| 2    | ?               | ?       |
| 3    | Annalisa Ceresa | Italia  |

Data: